# 制御された衝撃実演

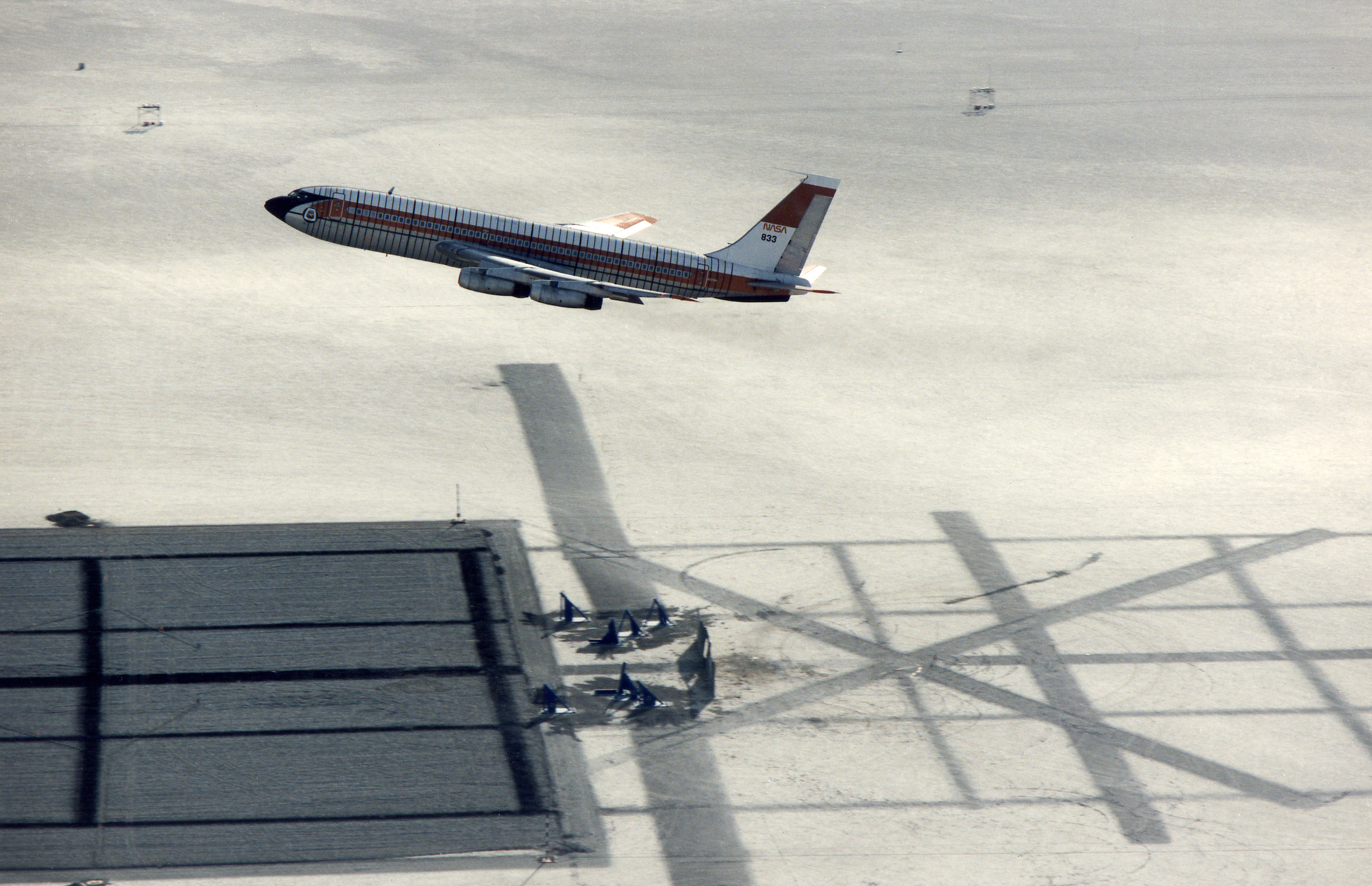
Practice approach

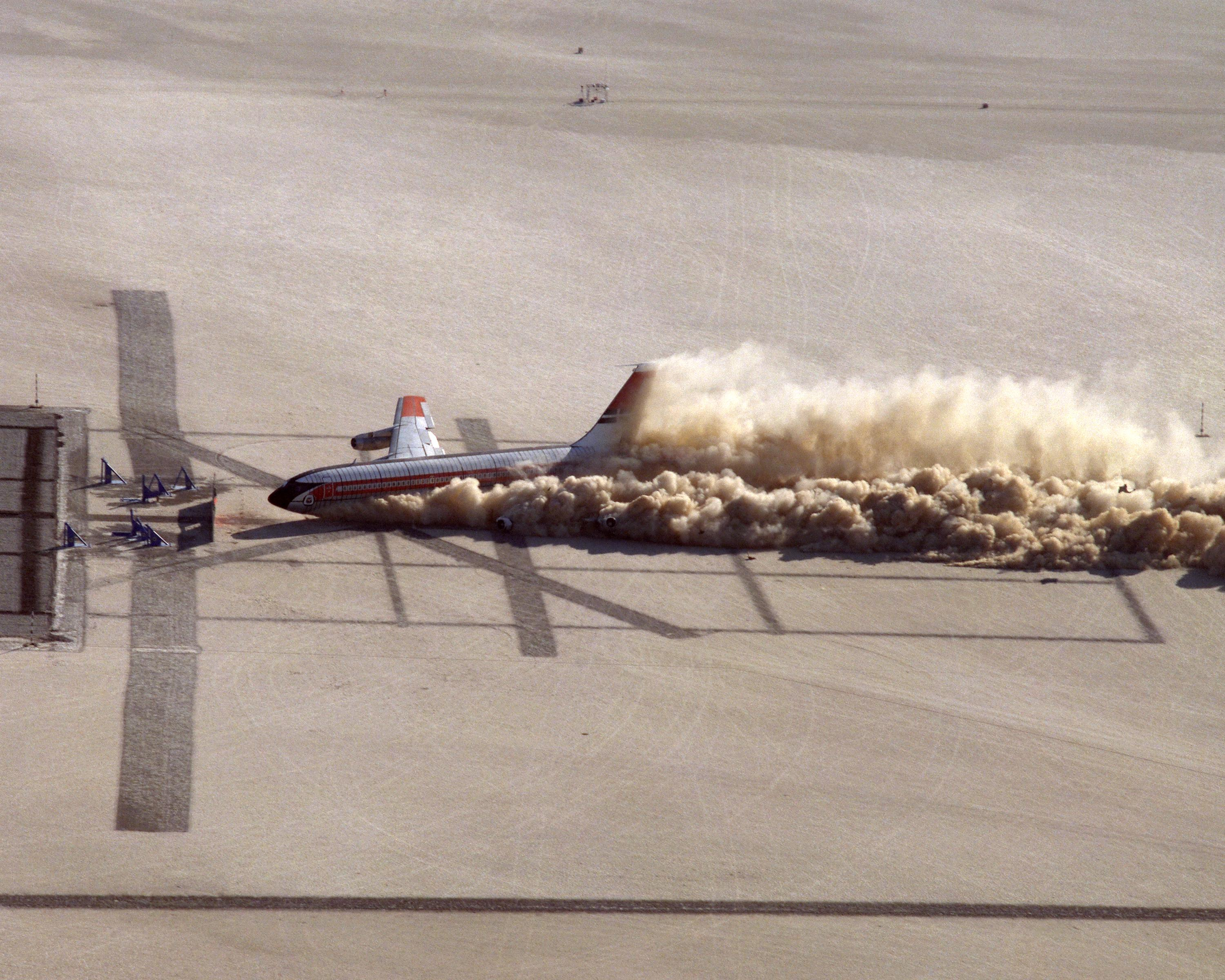
Pre-impact

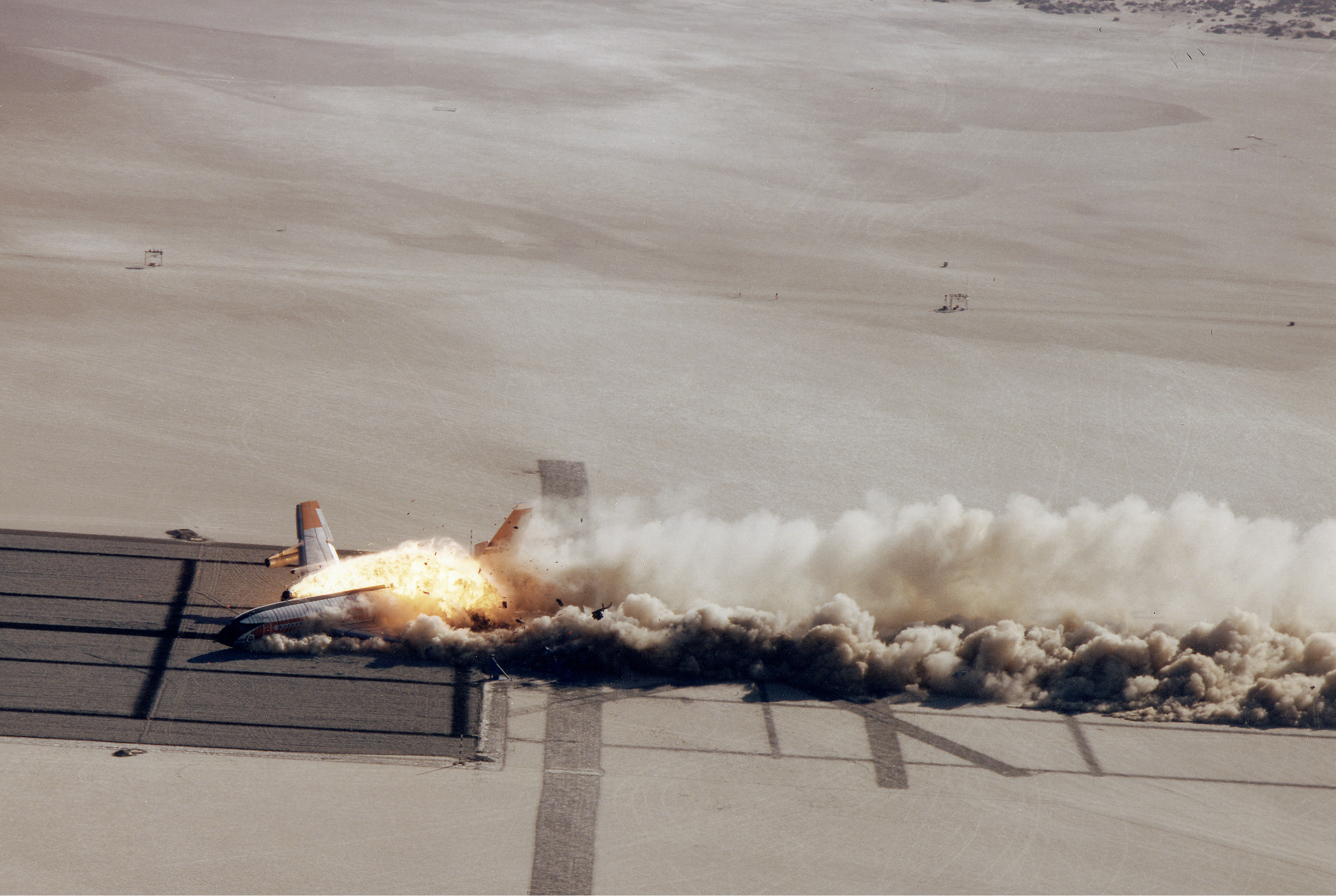
Post-impact 1

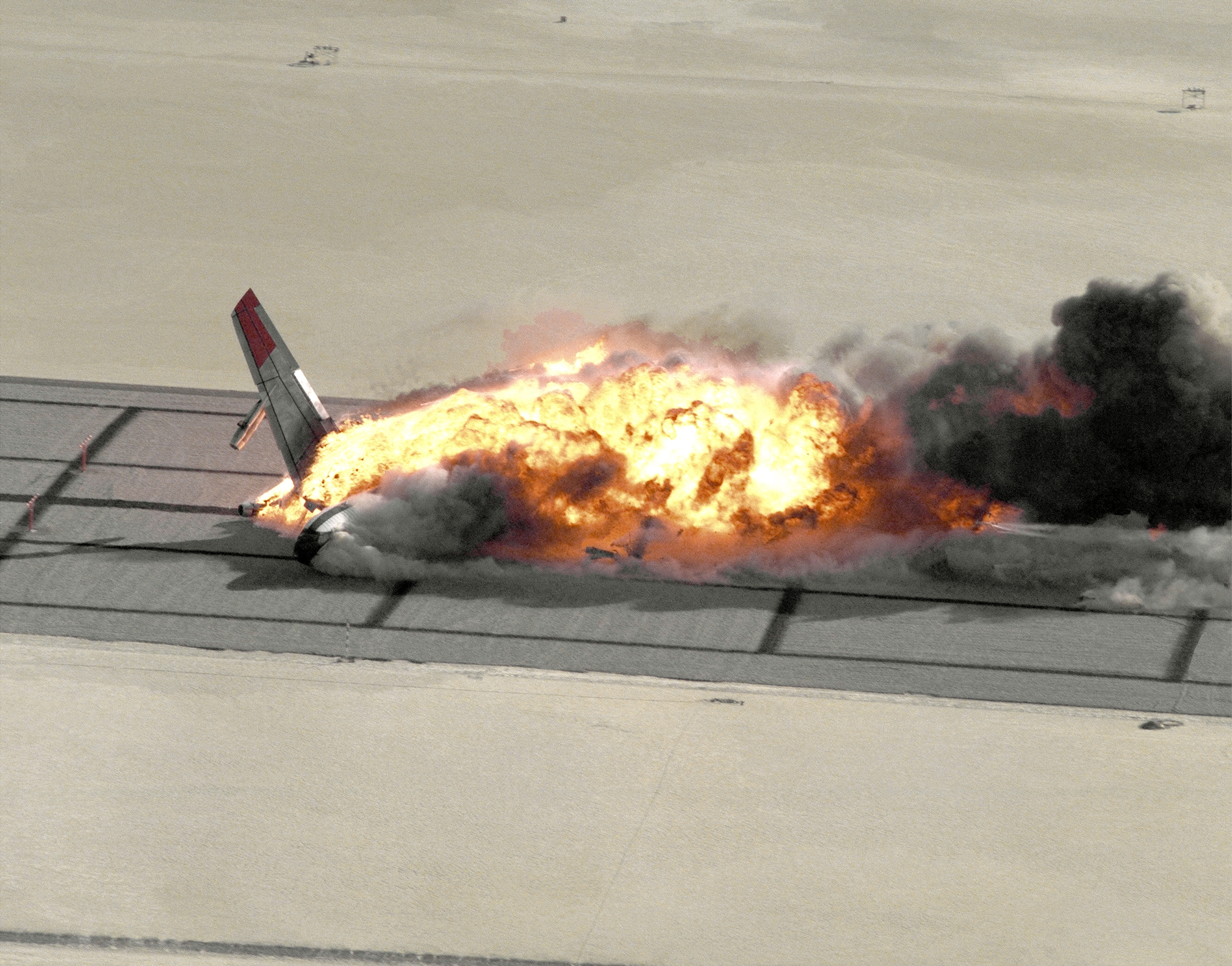
Post-impact 2

制御された衝撃実演（Controlled Impact Demonstration もしくは Crash In the Desert）とはアメリカ航空宇宙局（NASA）と連邦航空委員会（FAA）が共同で行ったボーイング720の衝撃実験である。

## 歴史
NASAはFAAと共同で大型機が墜落した際の衝撃による生存性を調査するため、ボーイング720を遠隔操作で操縦し、制御された衝撃実演 (CID) を行った。CIDプログラムは1984年末にカリフォルニア州のエドワーズ空軍基地にあるドライデン飛行研究センターによって指揮された。CIDの目的は「着火しにくい燃料を使用することで、衝撃に伴う引火の被害を抑えること」とされる。
FM-9は分子量の大きい長鎖高分子でJet-A燃料に添加することで霧化しにくいケロシンantimisting kerosene (AMK) になる。AMKは有用性が衝撃試験において認められつつあった。
AMKの研究はラングレー研究センターで1984年12月1日の最終飛行までダミーが取り付けられる等、FAAによって準備に4年以上費やされた。
AMKはガスタービンのフィルターを詰まらせるなど、いくつかの解決すべき問題点を抱えていたために、すぐには導入されなかった。また、AMKはエンジンの性能を低下させたので改造が必要だった。NASAのドライデンによってB-720は遠隔操縦の無人機として改造された。
1984年12月1日、ボーイング720は遠隔操作でエドワーズ空軍基地から離陸し、2,300フィートまで上昇した。同機はNASAの研究パイロットであるFitzhugh (Fitz) Fultonが操縦し、燃料タンクは76,000ポンドのAMK燃料で満たされていた。エンジンの始動時と衝撃時まで (9分) は改良型Jet-A燃料を使用した。試験のために改造された滑走路へ墜落させた。
墜落後、機体から出火して1時間にわたって燃え続けた。これにより、AMKの研究は振り出しに戻ったが極めて重要なデータが得られた。

## 写真とビデオ

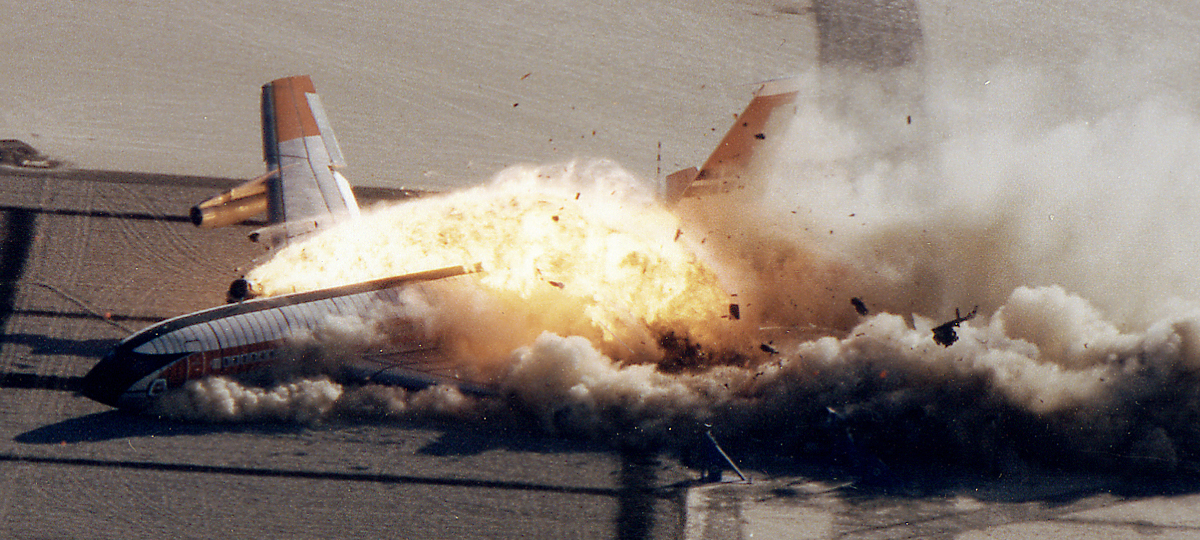
Closeup of post-impact 1
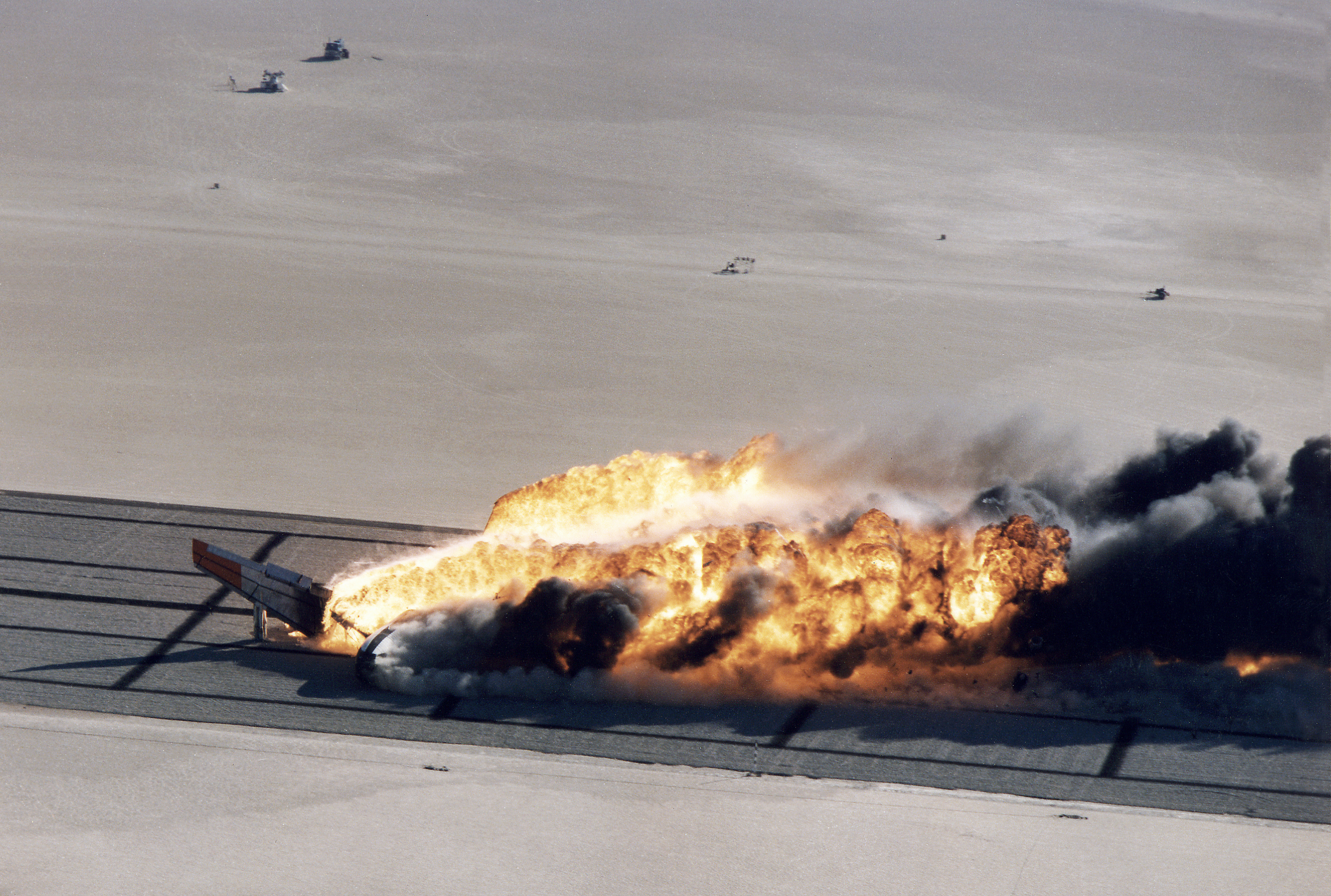
post-impact 3
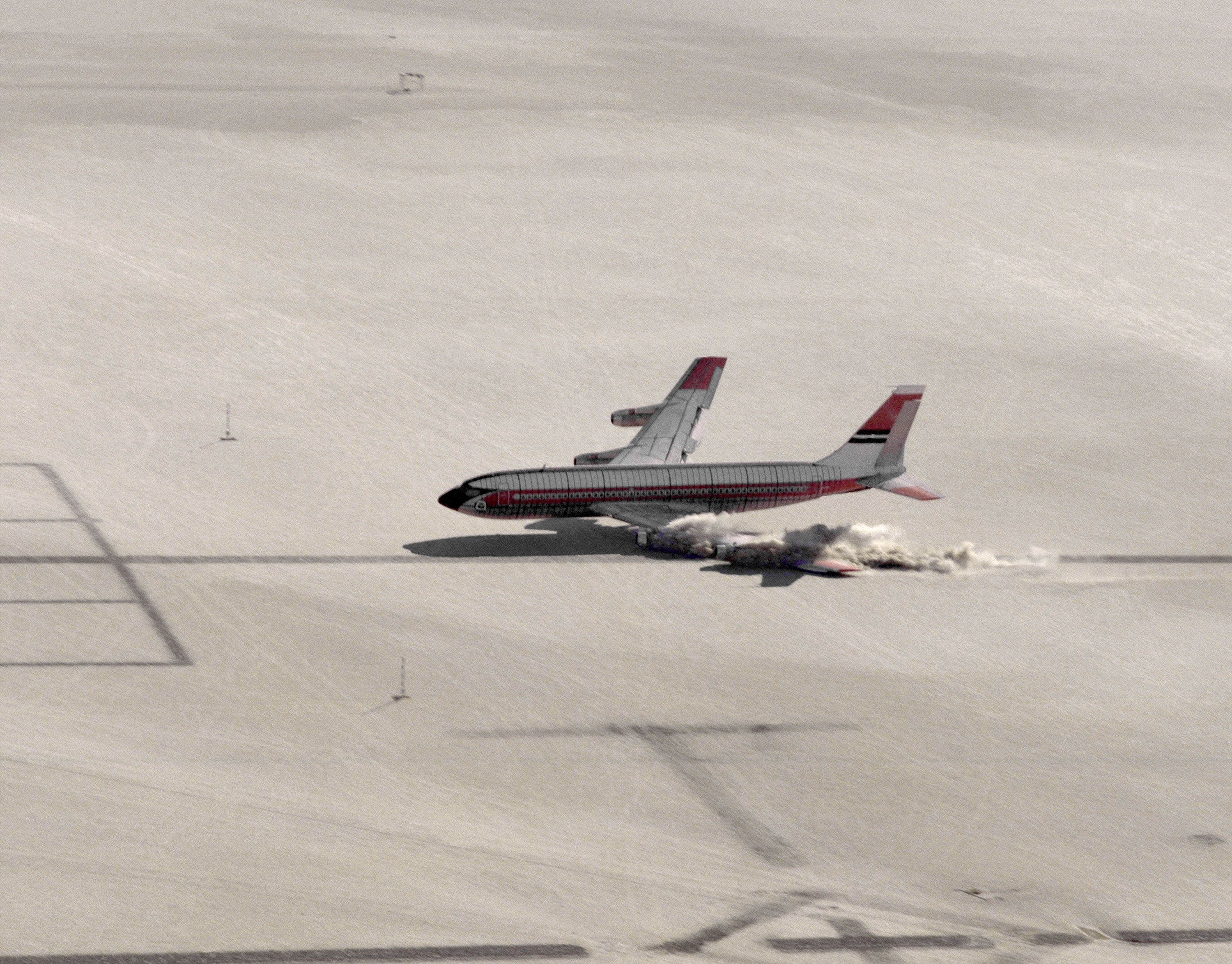
slapdown
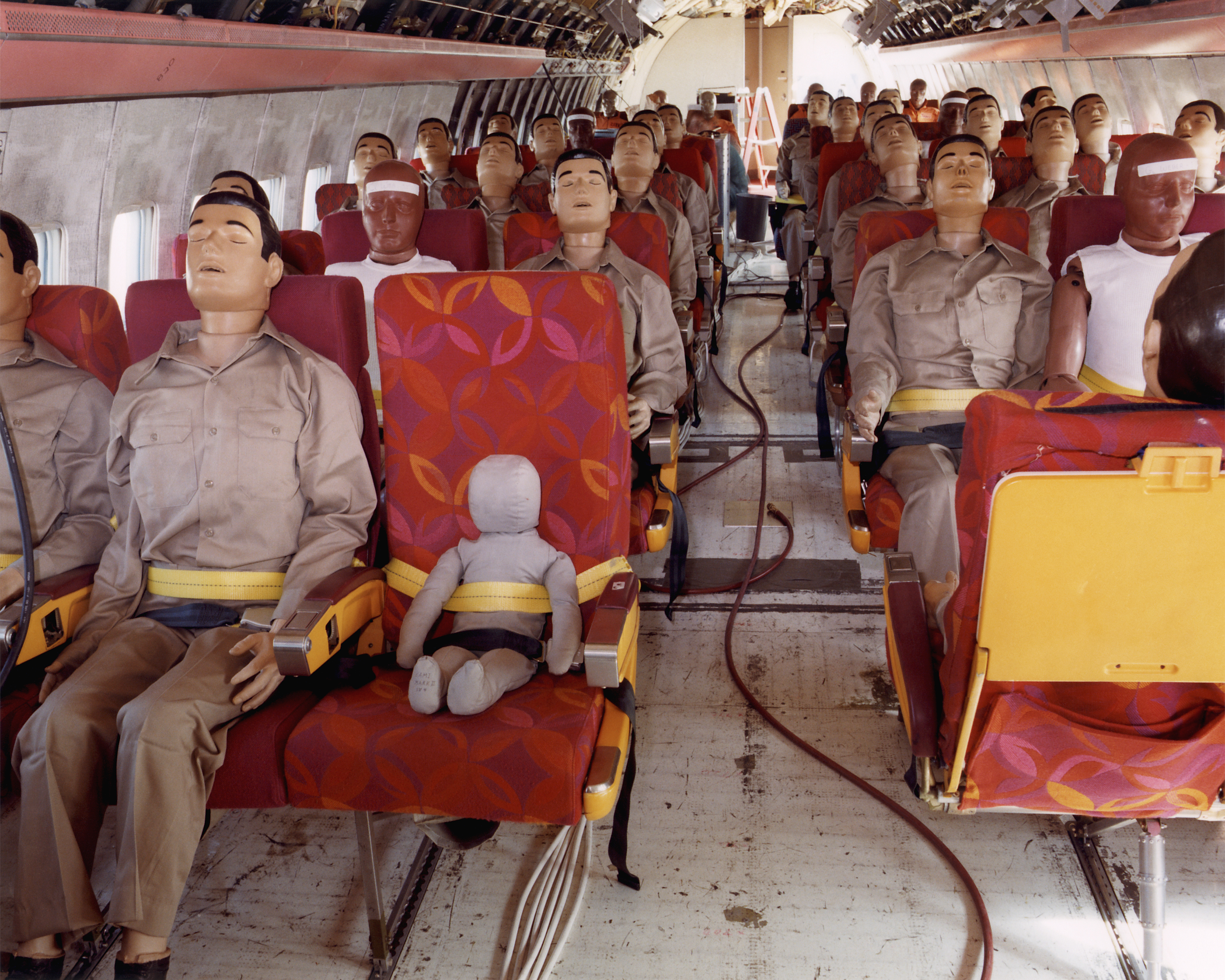
無事なダミー人形.